# Тапа (игра)
Вижте пояснителната страница за други значения на тапа.
Тапа е вид игра на дъска, разновидност на таблата. Играе се върху дъска за табла.
Тя е особено популярна в Русия, Гърция (под името πλακωτο) и Турция (под името махбуса). Играе се като една от трите игри при среща на табла, където първата игра е т.нар. „обикновена или права табла“, а втората е гюлбара.

## Правила
Играе се с 2 зара върху дъска за табла. Всеки от играчите разполага с 15 пула. При започването на играта, на дъската има извадени общо 4 пула, по два за всеки от състезателите, които стоят на съответната 24 капия за всеки състезател. В началото на играта всеки от противниците хвърля по един зар и този, който хвърли по-големия, започва играта.
Целта е да местите пуловете си по капии. Ако някой ваш пул остане гол, противникът ви може да го „затапи“, което означава че вие няма да може да го местите, докато той не го „освободи“.
Тапата е единствената игра на табла, в която крайният резултат може да е равен. Това се случва ако и двамата играча затапят пулове на началната им позиция (1 и 24 съответно). Тогава играта приключва и играчите поделят по 1 точка.
В случай, че играч затапи пул на противника на неговата начална позиция, но самият играч няма пулове на собствената си начална позиция, той автоматично печели победа „Марс“ и записва 2 точки.

## Стратегия
Според неписано правило, в началото на играта се изваждат колкото може повече пулове на дъската, защото е твърде слабо вероятно противникът да ви „достигне“. Само ако хвърли голям чифт, би могъл да ви затапи. Предимството да имате много извадени пулове е, че лесно можете да направите добри комбинации за капии и да заемете позиции, по които след това да се придвижвате.

## Двойна тапа
Двойната тапа е разновидност на обикновената тапа и има същите правила, с тази особеност, че ваш пул който е затапил пул на противниковия играч може да бъде затапен от друг негов пул. Затапване не е възможно само върху два или повече пула.